# بوتمبو
بوتمبو (به لاتین: Butembo) یک شهر در جمهوری دموکراتیک کنگو است که در North Kivu واقع شده‌است. بوتمبو ۱۹۰٫۳۴ کیلومترمربع مساحت و ۶۷۰٬۲۸۵ نفر جمعیت دارد و ۱٬۳۸۱ متر بالاتر از سطح دریا واقع شده‌است.